# Cyprinodontidae
Die Cyprinodontidae sind eine Familie der Zahnkärpflinge (Cyprinodontiformes). Die Fische leben im Flüssen, Teichen und kleinen Wasserlöchern in den südlichen USA von Kalifornien bis Florida und in Mexiko.

## Merkmale
Sie werden 3,5 bis 9 cm lang und haben eine eher gedrungene Gestalt. Der Anfang der Rückenflossenbasis liegt vor dem der Afterflosse. Oben liegende Auswüchse des Maxillare sind medial erweitert und treffen sich fast in der Mitte. Der distale Teil des Maxillare ist erweitert. Ihre zweite Pharyngobranchiale (Teil des Kiemenskeletts) steht hoch relativ zur dritten. Der Meckelsche Knorpel ist hinten erweitert, das Scheitelbein fehlt. Die Kieferzähne stehen in einer Reihe. Die Befruchtung erfolgt extern.
Diagnostische Merkmale, die die Cyprinodontidae von anderen Zahnkärpflingen unterscheiden sind die spezielle Bindung des ersten Wirbels am Schädel und die Zähne auf der Pharyngobranchialia (oberster Knochen des Kiemenkorbs), die in einzelnen Reihen angeordnet sind.
- Flossenformel: Dorsale 10–18, Anale 8–13.[1]

## Systematik

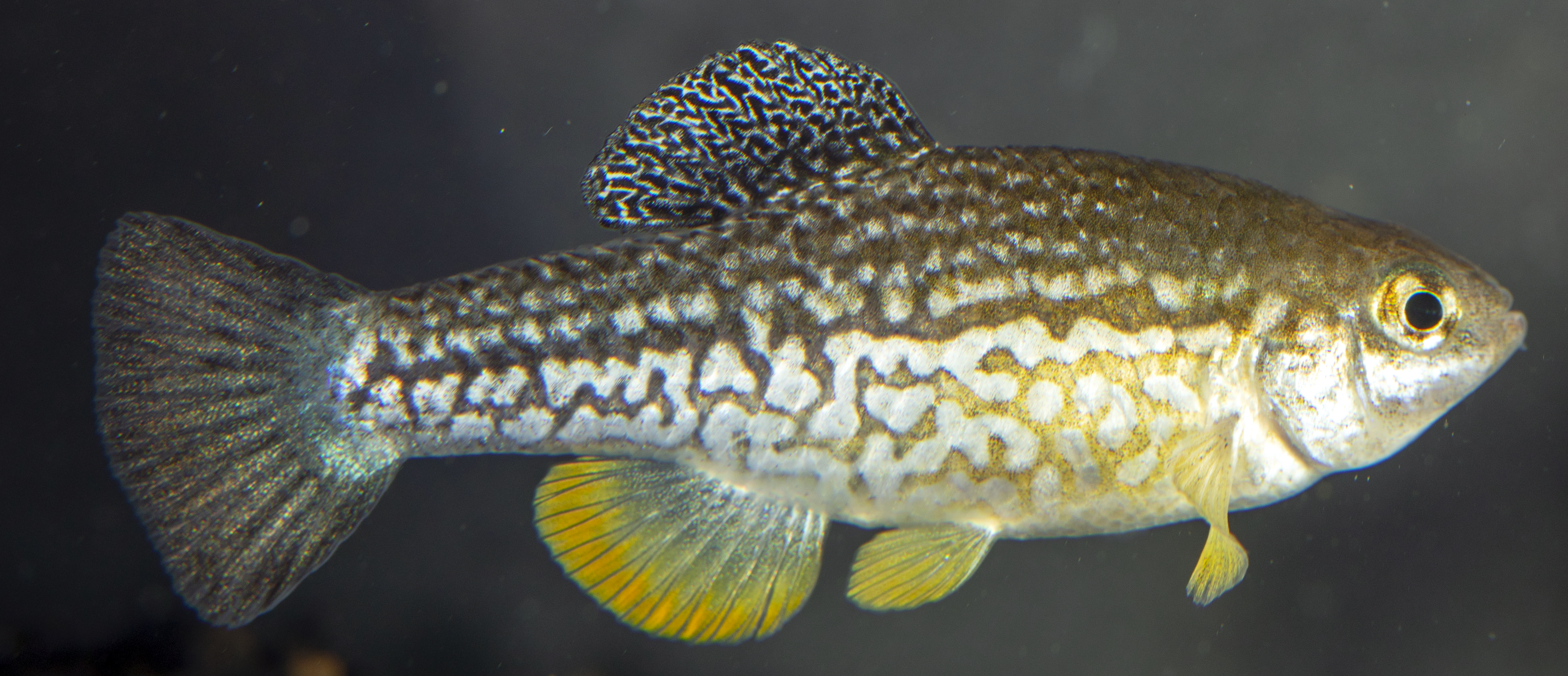
Cualac tessellatus

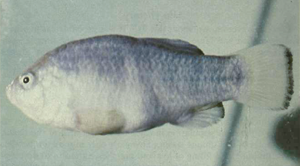
Cyprinodon nevadensis calidae

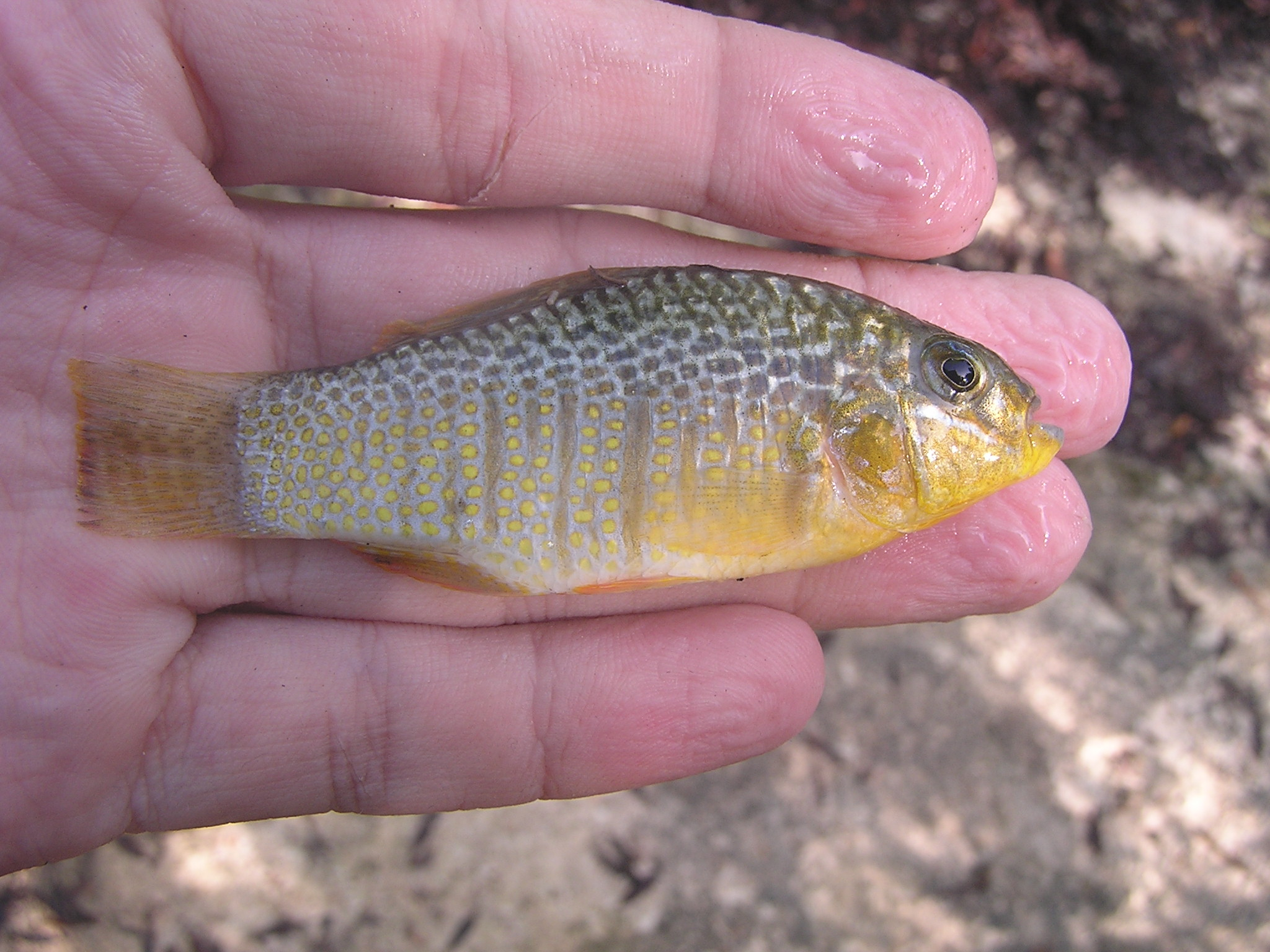
Floridichthys polyommus

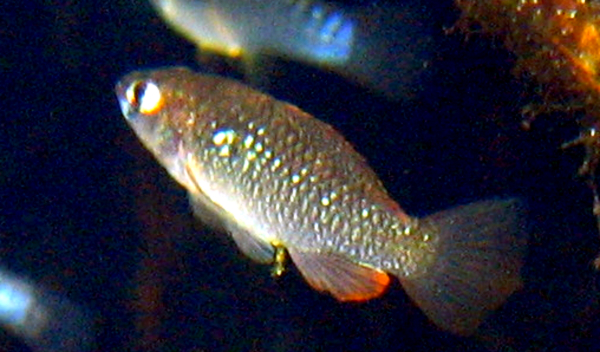
Garmanella pulchra

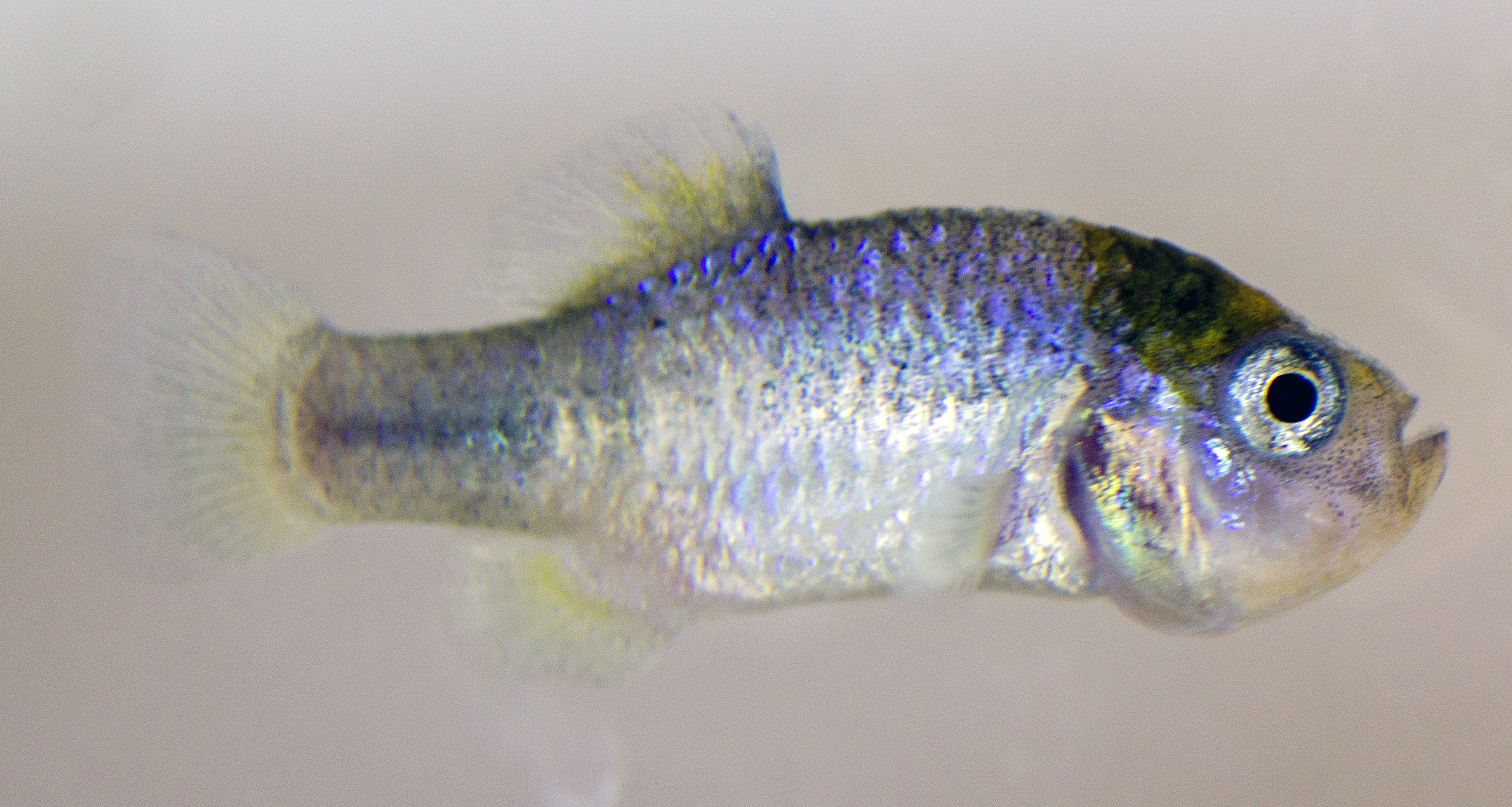
Megupsilon aporus

Die Familie Cyprinodontidae wurde im Jahr 1865 durch den US-amerikanischen Ichthyologen Theodore Nicholas Gill eingeführt. Ursprünglich umfasste die Familie alle Eierlegenden Zahnkarpfen in Abgrenzung zu den Lebendgebärenden Zahnkarpfen.
Nach verschiedenen Revisionen ist der Name nur noch für einen kleinen Teil dieser Fische korrekt. Zuletzt wurden Mitte 2017 die mediterranen und nahöstlichen Zahnkarpfen der Gattung Aphanius in eine eigenständige Familie gestellt, die Aphaniidae.
Zu den Cyprinodontidae gehören 6 Gattungen und 52 Arten, von denen die Mehrzahl zur Gattung Cyprinodon gehören.
- Gattung Cualac Miller, 1956
  - Cualac tessellatus Miller, 1956
- Gattung Cyprinodon Lacépède, 1803 (Wüstenkärpflinge)
  - 46 Arten
- Gattung Floridichthys Hubbs, 1926
  - Floridichthys carpio (Günther, 1866)
  - Floridichthys polyommus Hubbs, 1936
- Gattung Garmanella Hubbs, 1936
  - Garmanella pulchra Hubbs, 1936
- Gattung Jordanella Goode & Bean, 1879
  - Jordanella floridae Goode & Bean, 1879 (Floridakärpfling)
- Gattung Megupsilon Miller & Walters, 1972
  - Megupsilon aporus Miller & Walters, 1972